# Isochromodes subcincta
Isochromodes subcincta là một loài bướm đêm trong họ Geometridae.